# Danielle Bisutti
Danielle Nicole Bisutti (Los Ángeles, California; 1 de octubre de 1976) es una actriz y cantante estadounidense, más conocida por su papel de Amanda Cantwell en la serie de Nickelodeon True Jackson, VP y la diosa nórdica Freya en el videojuego de 2018 God of War, por el que recibió una nominación al premio de la Academia Británica de Juegos como intérprete, y su secuela de 2022, God of War: Ragnarök, por la que fue nominada al premio de la Academia Británica de Juegos como intérprete en un papel secundario.

## Actuación profesional
Bisutti apareció en Dharma & Greg en 2001. Luego apareció en episodios de Charmed en 2003. También en el año 2003 fue estrella invitada en series como The OC, Cold Case, Two and a Half Men y The Jamie Kennedy Experiment. En los últimos años también ha sido visto en episodios de Boston Legal, Tiburón y Wizards of Waverly Place. En 2008 y 2009, ella apareció como Emma Troutman en tres episodios de Raising the Bar. Fue un personaje principal de la serie True Jackson, VP, además ha tenido varias apariciones en algunas series de televisión y películas. Interpretó a una de los personajes protagonistas de la sexta entrega de la saga de películas de Chucky, The Curse of Chucky (2013), como "Barb". En Insidious: Chapter 2 interpretando al espíritu antagonista, la "Mamá de Parker Crane".

## Carrera como cantante
Bisutti pasa el tiempo como compositora. Canciones escritas originalmente por ella, como "Venice Underground", "April Moon", y "In the Presence of" se han utilizado en películas independientes. En el 2003 en Los Angeles Music Awards, ganó el premio al "Mejor cantautora femenina". También en esta ceremonia, su canción "Glimmer" fue nominada a "AAA Album of the Year" y su canción, "In Passing" recibió un Unanimous Choice Recipient Award por "Independent AC Single of the Year". En septiembre de 2004, Bisutti realizó en el Temecula Valley International Film & Music Festival, en la que "In Passing" fue seleccionada para "Top TVIFF Musical Artista Compilación CD" y la revista Music Connection aparece Bisutti en 2004 en la lista "Hot 100 Unsigned Artists".

## Vida personal
Bisutti nació y se crio en Los Ángeles (California). Su padre fue un decorador de cine y televisión durante 20 años. En la escuela media, exploró varias oportunidades para idealizar su devoción por el mundo del espectáculo. Ella participó en el teatro, coro, danza, oratoria y debate, así como las actividades deportivas. Luego asistió a la Universidad Estatal de California Fullerton, donde recibió una Licenciatura en Actuación y Teatro Musical.

## Filmografía

### Cine, televisión y videojuegos
| Título                              | Año       | Papel                                     |
| ----------------------------------- | --------- | ----------------------------------------- |
| Dharma & Greg                       | 2001      | Joy                                       |
| Tropix                              | 2002      | Corrine Findlay                           |
| Encantada                           | 2003      | La dama del lago                          |
| Less Than Perfect                   | 2003      | Vendedora                                 |
| Andy Richter Controls the Universe  | 2003      | Señora en la oficina                      |
| El Experimento de Jamie Kennedy     | 2003-2004 | Celebridad                                |
| The O.C                             | 2003-2005 | Joan, Newpsie woman                       |
| Boston Legal                        | 2004      | Roberta                                   |
| La Conquista de Alex                | 2006      | Veronica                                  |
| Dos Hombres y Medio                 | 2006      | Vicki                                     |
| Twenty Good Years                   | 2006      | Courtney, terapeuta física                |
| Shark                               | 2007      | Francis Chambers                          |
| Wizards of Waverly Place            | 2008      | Mona Lisa                                 |
| Caso Sin Resolver                   | 2008      | Señora joven de San Valentín              |
| Sin Rastro                          | 2007-2008 | Teri Long                                 |
| Get Smart                           | 2008      | Pasajera en avión                         |
| Raising the Bar                     | 2008-2009 | Emma Troutman                             |
| True Jackson, VP                    | 2008-2011 | Amanda Cantwell                           |
| No Greater Love                     | 2010      | Heather Stroud                            |
| Bones                               | 2010      | Marlowe Becker                            |
| Cristina Ferrare's Big Bowl of Love | 2011      | Ella misma                                |
| Body of Proof                       | 2011      | Vicki Hemington                           |
| Parks and Recreation                | 2011      | Profesora Linda Lonegan                   |
| Private Practice                    | 2011      | Lynn                                      |
| Last Man Standing                   | 2012      | Vecina                                    |
| Castle                              | 2012      | Claire Panchard                           |
| Leverage                            | 2012      | Wendy Baran                               |
| Criminal Minds                      | 2012      | Debra Acklin                              |
| NCIS                                | 2012      | Agente del servicio secreto Ashley Winter |
| Grey’s Anatomy                      | 2013      | Paciente de Obstetricia                   |
| CSI: Crime Scene Investigation      | 2013      | Theresa Shea                              |
| Curse of Chucky                     | 2013      | Barb                                      |
| Anger Management                    | 2013      | Kristy                                    |
| Insidious: Chapter 2                | 2013      | Michelle Crane                            |
| I Didn't Do It                      | 2015      | Mrs. Clegg                                |
| God of War                          | 2018      | Freya                                     |
| God of War: Ragnarök                | 2022      | Freya                                     |